# Centaurea hohenackeri
Centaurea hohenackeri — вид квіткових рослин айстрових (Asteraceae). Ендемік Азербайджану.